# Bausteine zur Geschichte der neueren deutschen Literatur
Bausteine zur Geschichte der neueren deutschen Literatur (ab Band 15: Bausteine zur Geschichte der deutschen Literatur) war eine von 1909 bis 1933 im Max Niemeyer Verlag in Halle (Saale) erschienene literaturwissenschaftliche Schriftenreihe. Herausgegeben wurde sie von Franz Saran, Professor an der Universität Halle, später Erlangen. Sein Tod 1931 beendete die Reihe; der letzte Band erschien postum, ohne Hinweis auf Sarans Ableben. Im ersten Band erläuterte er seine Intention: „Die Arbeiten sollen, wo es irgend angeht, nicht bei der Behandlung der philologischen Probleme stehen bleiben, sondern darüber hinaus den Gedankengehalt der untersuchten Werke erschöpfend herausarbeiten und in die geistige Bewegung der Zeit hineinstellen. Auch soll erstrebt werden, zum Verständnis der künstlerischen Formen beizutragen.“ Schließlich erhoffte er sich noch eine Aufwertung des ihm oberflächlich erscheinenden Deutschunterrichts.
Die Bände konnten geheftet oder gebunden erworben werden. Die Preise richteten sich nach dem Umfang und lagen um die 3 Mark (geheftet) beziehungsweise 4 Mark (gebunden). Die Bandzählung ist stets in römischen Zahlzeichen angegeben. Einige Bände wurden nachgedruckt; von Band 12 gibt es zwei Reprints (1973 und 2005).

## Verzeichnis der Bände(Zählung in arabischen Zahlen wiedergegeben)
| Band | Titel | Autor               | Jahr | Umfang                   |
| ---- | --- | ------------------- | ---- | ------------------------ |
| 1    | Goethes Egmont | Ernst Zimmermann    | 1909 | XI, 161 S.               |
| 2    | Überlieferung und Reihenfolge der Gedichte Höltys | Wilhelm Michael     | 1909 | VIII, 170 S. + Faks.     |
| 3    | Goethes Mitschuldigen. Mit Anhang: Abdruck der ältesten Handschrift                                                                                   | Alfred Döll         | 1909 | XIII, 275 S.             |
| 4    | A. G. Kaestners Epigramme. Chronologie und Kommentar                                                                                                  | Carl Becker         | 1911 | VII, 230 S.              |
| 5    | Goethes Clavigo. Erläuterung und literaturhistorische Würdigung                                                                                       | Georg Grempler      | 1911 | XVI, 205 S.              |
| 6    | Die dramatische Handlung in Lessings „Emilie Galotti“ und „Minna von Barnhelm“. Ein Beitrag zur Technik des Dramas                                    | Otto Spieß          | 1911 | 74 S. + Tafel            |
| 7    | Tiecks William Lovell. Ein Beitrag zur Geistesgeschichte des 18. Jahrhunderts                                                                         | Fritz Wüstling      | 1912 | XI, 192 S.               |
| 8    | Friedrich Heinrich Jacobis „Allwill“ | Hans Schwartz       | 1911 | 78 S.                    |
| 9    | Goethes Götz von Berlichingen. Erläuterung und literaturhistorische Würdigung                                                                         | Paul Hagenbring     | 1911 | VIII, 84 S.              |
| 10   | J. A. Leisewitzens Julius von Tarent. Erläuterung und literaturhistorische Würdigung                                                                  | Walther Kühlhorn    | 1912 | XV, 84 S.                |
| 11   | F. M. Klingers „Sturm und Drang“ | Werner Kurz         | 1913 | 163 S.                   |
| 12   | Kleists Käthchen von Heilbronn. Mit Anhang: Abdruck der Phöbusfassung                                                                                 | Friedrich Röbbeling | 1913 | XVI, 168 S.              |
| 13   | Goethes Mahomet und Prometheus | Franz Saran         | 1914 | XIX, 136 S.              |
| 14   | Das Weltbild in Klopstocks Messias | Hans Wöhlert        | 1915 | VII, 41 S.               |
| 15   | Das Hildebrandslied | Franz Saran         | 1915 | VIII, 194 S. + Tafel     |
| 16   | Herders „Gott“ | Elisabeth Hoffart   | 1918 | XII, 96 S.               |
| 17   | Die dramatische Handlung in Goethes „Clavigo“, „Egmont“ und „Iphigenie“                                                                               | Otto Spieß          | 1918 | 70 S. + Beil.            |
| 18   | Goethes „Werther“ | Hans Gose           | 1921 | 105 S.                   |
| 19   | Georg Büchners „Danton“ | Fritz König         | 1924 | VIII, 85 S. + Tab.       |
| 20   | Die dramatische Handlung in Sophokles’ „König Oedipus“ und Kleists „Der zerbrochene Krug“                                                             | Wolff von Gordon    | 1926 | V, 58 S. + Falttaf.      |
| 21   | Die Aesthetik Alexander Gottlieb Baumgartens unter besonderer Berücksichtigung der Meditationes Philosophicae de Nonnullis ad Poema Pertinentibus […] | Albert Riemann      | 1928 | XII, 146 S.              |
| 22   | Zur Verskunst der deutschen Stanze | Gerhard Bünte       | 1928 | V, 177 S.                |
| 23   | Naturalismus und Idealismus in der althochdeutschen Literatur. Dargestellt am Hildebrands-, Ludwigs-, Gallus- und Georgslied                          | Heinrich Sperl      | 1928 | X, 202 S.                |
| 24   | Dramatische Handlung und Aufbau in Hebbels Herodes und Mariamne                                                                                       | Franz Weichenmayr   | 1929 | V, 100 S.                |
| 25   | Die dramatische Handlung in Gerhart Hauptmanns Webern                                                                                                 | Hans Rabl           | 1928 | 41 S. + Beil.            |
| 26   | Klingers „Simsone Grisaldo“ | Luise Kolb          | 1929 | IX, 115 S.               |
| 27   | Kleists „Amphitryon“ | Hans Badewitz       | 1930 | VIII, 101 S.             |
| 28   | Das philosophische System Shaftesburys und Wielands Agathon                                                                                           | Leo Stettner        | 1929 | VII, XX, 189 S.          |
| 29   | Die dramatische Handlung in Klopstocks „Der Tod Adams“ und Gerstenbergs „Ugolino“                                                                     | Hermann Dollinger   | 1930 | 51 S. + Beil.            |
| 30   | Willirams von Ebersberg Auslegung des Hohen Liedes | Friedrich Hohmann   | 1930 | X, 62 S.                 |
| 31   | Stilarten des deutschen Lustspielalexandriners untersucht an Gryphius […], Gellert […], Goethe […], Müllner […]                                       | Hildegard Kehl      | 1931 | VII, 119 S.              |
| 32   | Elemente der Rede. Die Geschichte ihrer Theorie in Deutschland von 1750 bis 1850                                                                      | Christian Winkler   | 1931 | X, 203 S.                |
| 33   | Der dramatische Vortrieb in Goethes „Torquato Tasso“                                                                                                  | Pepi Engel          | 1933 | 77 S. + Falttaf. + Beil. |